# ديك موريسي
ديك موريسي (بالإنجليزية: Dick Morrissey)‏ هو عازف جاز وملحن بريطاني، ولد في 9 مايو 1940 في Horley ‏ في المملكة المتحدة، وتوفي في 8 نوفمبر 2000 في ديل ‏ في المملكة المتحدة بسبب سرطان.

## وصلات خارجية
- ديك موريسي على موقع IMDb (الإنجليزية)
- ديك موريسي على موقع ميوزك برينز (الإنجليزية)
- ديك موريسي على موقع أول ميوزيك (الإنجليزية)
- ديك موريسي على موقع ديسكوغز (الإنجليزية)